# Papuaphiloscia daitoensis
Papuaphiloscia daitoensis là một loài chân đều trong họ Philosciidae. Loài này được Nunomura miêu tả khoa học năm 2003.